# Mille Miglia 1940

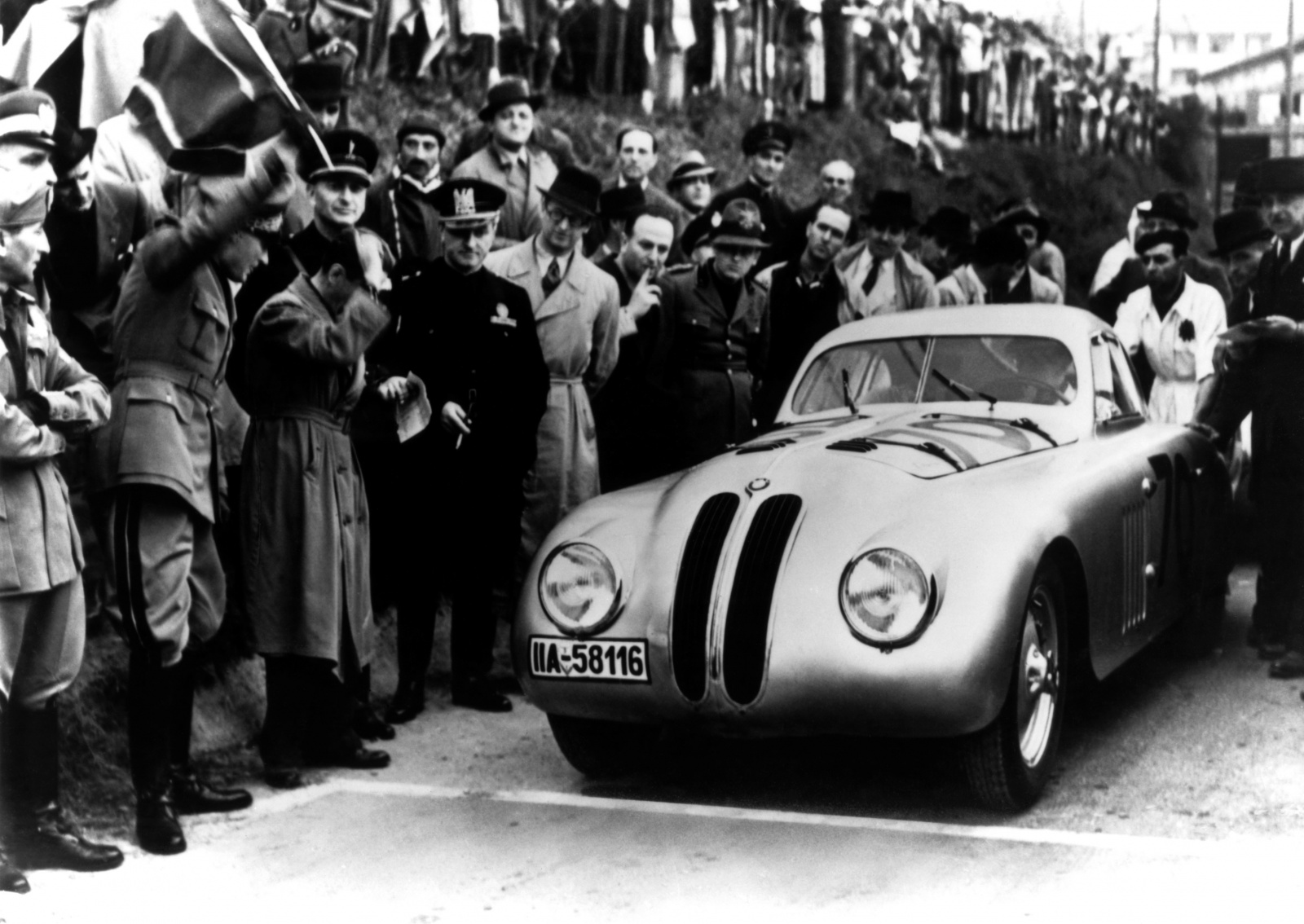
Die späteren Gesamtsieger Fritz Huschke von Hanstein und Walter Bäumer im BMW 328 Touring beim Rennstart

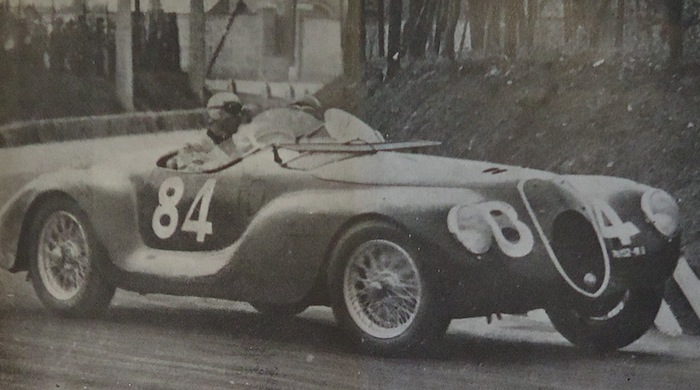
Die zweitplatzierten Giuseppe Farina und Paride Mambelli im Alfa Romeo 6C 2500 SS Spider Touring

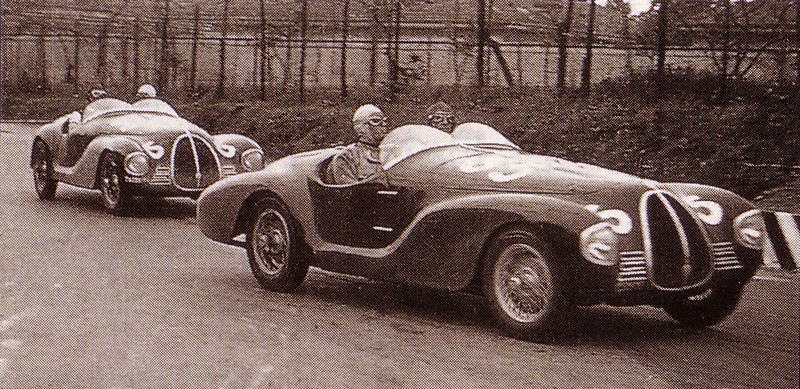
Die beiden Auto Avio Costruzioni vor dem Rennstart

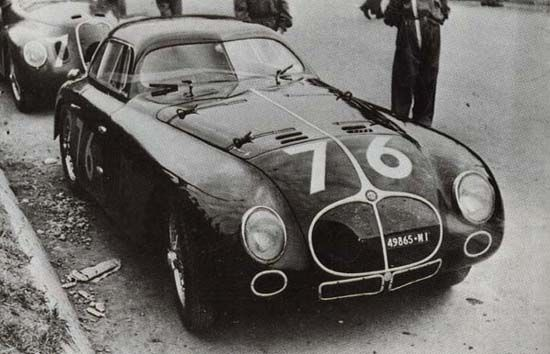
Der Alfa Romeo 6C 2500 SS Berlinetta Touring von Carlo Felice Trossi und Ascanio Lucchi

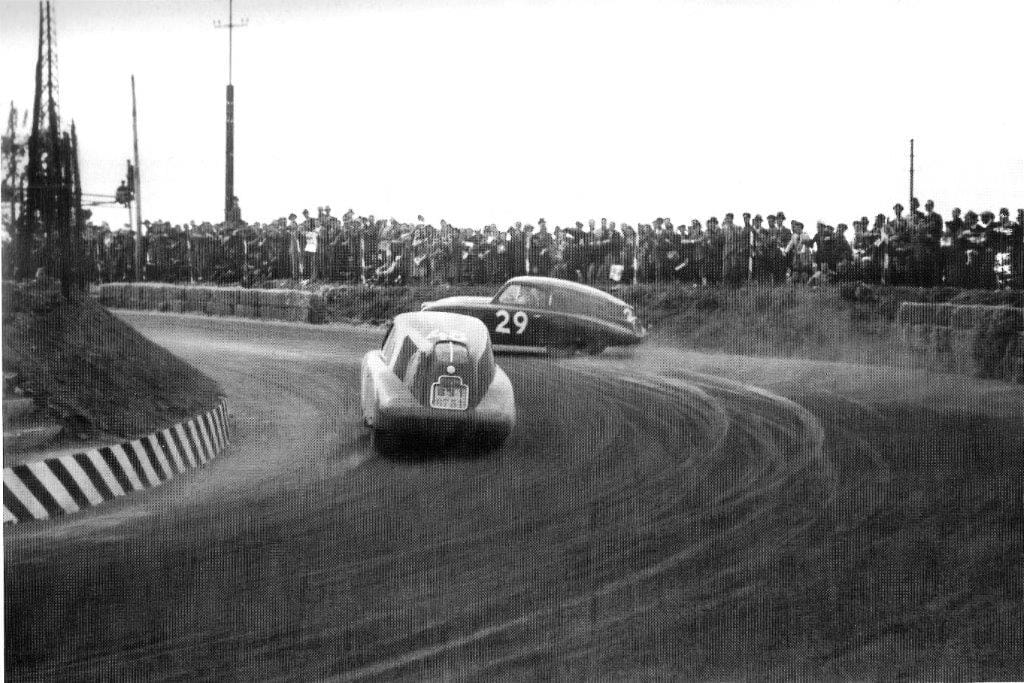
Zwei Fiat 508 C MM Berlinetta

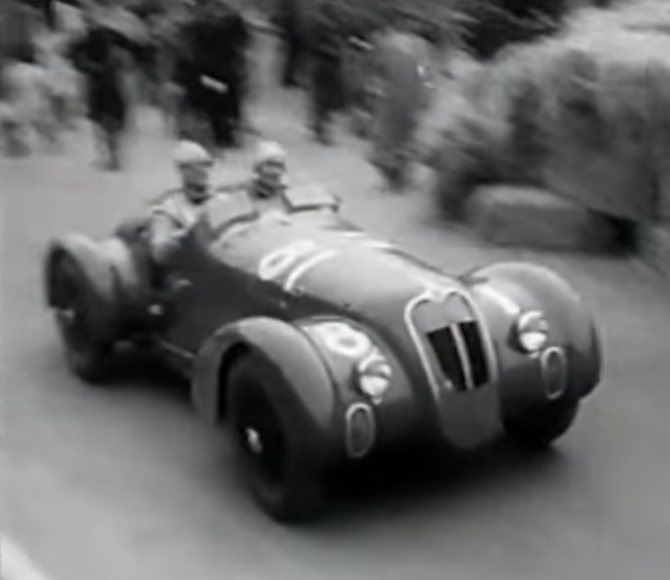
Der Alfa Romeo 6C 2500 SS Spider von Piero Dusio und Rolando Boninsegni

Die 13. Mille Miglia, auch Mille Miglia, Brescia-Mantova-Cremona-Brescia, und Brescian Grand Prix, fand am 28. April 1940 auf einem Rundkurs rund um Brescia statt.

## Die Vorgeschichte
In Europa hatte am 1. September 1939 mit dem Überfall auf Polen durch die deutsche Wehrmacht der Zweite Weltkrieg begonnen. Sechs Monate später wohnten französische, britische und deutsche Rennfahrer, Teammitglieder und Journalisten im selben Hotel in Brescia, um sich für ein italienisches Autorennen vorzubereiten. Die Mille Miglia war in den 1930er-Jahren die bedeutendste italienische Motorsportveranstaltung. Für die heimischen Automobilhersteller und Fahrer war es das wichtigste Rennen des Jahres. Der mehrmalige Zweikampf zwischen Tazio Nuvolari und Achille Varzi war längst legendär. 1938 kam das 1000-Meilen-Rennen zu einem dramatischen Ende, als bei einem Unfall eines Teilnehmers in Bologna zehn Menschen, darunter sieben Kinder, starben. Die italienische Regierung untersagte daraufhin Straßenrennen von Stadt zu Stadt. Bereits 1939 hatte der Rennfahrer, Rennstallbesitzer und Journalist Giovanni Lurani die Idee, das Straßenrennen durch ein Rundstreckenrennen zu ersetzen, fand aber bei Aymo Maggi, Franco Mazzotti, Giovanni Canestrini und Renzo Castagneto, den vier Gründern und Organisatoren des Rennens, kein Gehör für sein Ansinnen. Stattdessen wurde in der Kolonie Italienisch-Libyen unter dem Namen 1939 Mille Miglia ein Straßenrennen veranstaltet, von den Mille-Miglia-Organisatoren jedoch nicht als solche anerkannt. Das Zustandekommen der Litoranea Libica war kurios, das Rennergebnis manipuliert.
1940 griffen die Veranstalter die Idee Luranis wieder auf und entwarfen einen 165 Kilometer langen Rundkurs um Brescia. Das Rennen war nach wie vor ein Straßenrennen, da aber die Targa Florio auf Sizilien ebenfalls auf einem aus öffentlichen Straßen bestehenden Rundkurs gefahren wurde, erteilten die Behörden dem Rennen die Genehmigung.

## Das Rennen

### Die Route
Brescia – Manerbio – Pontevico – Cremona – Piadena – Castellucchio – Guidizzolo – Montichiari – Brescia

### Teams, Fahrzeuge und Fahrer
Die historisch interessanteste Meldung kam von Enzo Ferrari. Ferrari, der 1929 einen eigenen Rennstall gegründet hatte, war 1938 als Rennleiter zu Alfa Romeo zurückgekehrt. Nachdem die von Wifredo Ricart forcierte Eingliederung der Scuderia in die Rennabteilung von Alfa Romeo gescheitert war, trennte sich Ferrari vom Mailänder Unternehmen im Streit. Da eine Vereinbarung mit der Geschäftsleitung von Alfa Romeo Ferrari vier Jahre untersagte seinen Namen als Herstellerbezeichnung für von ihm konstruierte und gebaute Fahrzeuge zu verwenden, gründete er die Auto Avio Costruzioni. Das Unternehmen stellte ursprüngliche Werkzeugmaschinen her und entwickelte dann einen offenen Sportzweitsitzer, der bei der Mille Miglia zum Einsatz kam. Der von Alberto Massimino entworfene Tipo 815 hatte einen 1,5-Liter-Achtzylinder-Reihenmotor und eine Karosserie von der Carrozzeria Touring. Ein Fahrzeug fuhr Lotario Rangoni Macchiavelli gemeinsam mit Testfahrer Enrico Nardi. Den zweiten Tipo 815 steuerte Alberto Ascari. Der 22-jährige Ascari war der Sohn des 1925 tödlich verunglückten Grand-Prix-Piloten Antonio Ascari. Antonio Ascari war in den 1920er-Jahren Teamkollege von Enzo Ferrari bei Alfa Romeo gewesen. Giovanni Minozzi, der mit beiden eng befreundet war, wurde dem jungen Ascari als Co-Pilot zur Seite gestellt.
Alfa Corse, die Rennmannschaft von Alfa Romeo, nahm mit vier Fahrzeugen am Rennen teil. Giuseppe Farina/Paride Mambelli, Clemente Biondetti/Aldo Stefani und Carlo Maria Pintacuda/Consalvo Sanesi fuhren jeweils einen Alfa Romeo 6C 2500 SS mit einer Spider-Karosserie von Touring. Der vierte Wagen war ein Alfa Romeo 6C 2500 SS Berlinetta Touring für Carlo Felice Trossi. Aus Deutschland reisten fünf BMW an. Die BMW 328 starteten in der 2-Liter-Klasse und galten wegen ihres Leistungsgewichts und ihrer aerodynamisch günstig gestalteten Karosserien als Favoriten für den Gesamtsieg. Zwei Wagen hatten geschlossene Aufbauten, drei waren Roadster. Die Coupés waren von der ONS gemeldet, die drei Roadster oder Spider vom Nationalsozialistischen Kraftfahrkorps (NSKK). Fritz Huschke von Hanstein und Walter Bäumer steuerten den später als 328 Touring Coupé bezeichneten, in der italienischen Starterliste als „Berlinetta“ geführten Wagen. Das dem BMW-Werk gehörende sogenannte Kamm-Coupé wurde dem italienischen Duo Lurani/Cortese anvertraut. Im Unterschied zu den deutschen Fahrern mit ihren weißen Overalls trugen Lurani und Cortese blaue Rennanzüge mit aufgenähtem BMW-Emblem. Lurani, der Mitglied des British Racing Drivers' Club war, trug unter dem Rennanzug ein Shirt mit dem Union Jack.
Beim 24-Stunden-Rennen von Le Mans 1939 waren Louis Gérard und Georges Monneret in einem Delage Type D 6-3 Litres der britischen Ecurie Walter Watney als Gesamtzweite ins Ziel gekommen. Während des Krieges brachte der Brite Watney zwei dieser französischen Delage nach Italien. Die beiden Type D 6-3 Litres waren mit den Fahrerpaarungen Piero Taruffi/Luigi Chinetti und Gianfranco Comotti/Archimede Rosa prominent besetzt. Für den 3-fachen Le-Mans-Sieger Luigi Chinetti war es die erste und einzige Mille Miglia. Knapp vor der Abreise der Delage-Mannschaft nach Italien untersagte die französische Regierung die Ausreise der heimischen Mechaniker. Watney musste daher vor Ort Fachkräfte anwerben, die mit der Technik der beiden Rennwagen nicht vertraut waren.

### Der Rennverlauf
Vom Start weg dominierte Fritz Huschke von Hanstein, der als SS-Mitglied einen Rennoverall mit den SS-Siegrunen trug, mit seinem Teamkollegen Walter Bäumer im 328 Touring das Rennen. Die Motorleistung des etwa 780 kg schweren Coupés lag bei 118 bis 122 PS. Von den neun zu fahrenden Runden saß Huschke von Hanstein, gegen die ursprüngliche Abmachung, acht am Steuer des BMW. Der aufgebrachte Bäumer gab sich erst nach „gutem Zureden“ des anwesenden Korpsführers des Nationalsozialistischen Kraftfahrkorps Adolf Hühnlein mit seiner Rolle als Beifahrer zufrieden. Die schnellste Runde des Rennens fuhr von Hanstein mit einer Durchschnittsgeschwindigkeit von 174,1 km/h. In der letzten Runde hielt er dann auf offener Strecke und ließ Bäumer ans Steuer, der mit dem Wagen über die Ziellinie fuhr. Hinter von Hanstein/Bäumer entwickelte sich ein Dreikampf der anderen BMW-Fahrer, mit den Alfa-Romeo und Delage-Piloten. Erste Ausfälle betrafen den Delage von Taruffi, der einen Motorschaden hatte, und den BMW von Lurani und Cortese. Lurani/Cortese drehten sich, wobei eine Zuleitung zum Ölkühler beschädigt wurde. Danach lief der Motor nicht mehr mit voller Leistung, Lurani hielt mehrmals an und schied in Runde sieben endgültig aus. Ausfallursache war nach Aussage der Mechaniker mangelnder Öldruck. Bei Rennhalbzeit war nach einem Wagenbrand auch der zweite Delage ausgefallen.
Gegen die BMW-Werkswagen waren die Alfa Romeo chancenlos. Dass es dennoch keinen Vierfachsieg gab, hat je nach Quelle unterschiedliche Ursachen. Unter anderem heißt es, BMW habe im Gegensatz zur Konkurrenz auf die laut Ausschreibung unzulässigen Schnelltankanlagen verzichtet und dadurch im Vergleich ungefähr eine halbe Minute beim Tankstopp verloren. Außerdem sei die Koordination der NSKK-Teamleitung unter der Führung von Ernst Loof für die Stopps mangelhaft gewesen. Brudes/Roese hätten zuletzt als Dritte anstehen müssen, bis sie abgefertigt wurden, und dadurch den sicher scheinenden zweiten Platz verloren. Eine andere Quelle sagt, ohne Eingriff der BMW-Rennleitung hätten die verbliebenen 328 die ersten vier Ränge im Gesamtklassement erreicht. Um den Achsenmachtpartner nicht zu brüskieren, hätten die BMW-Fahrer knapp vor Schluss Farina auf Rang zwei und Biondetti auf den vierten Platz vorfahren lassen.
Nicht ins Ziel kamen die beiden Auto Avio Costruzioni, nachdem beide Fahrzeuge zwischenzeitlich in der 1,5-Liter-Klasse in Führung gelegen hatten. Das Fahrzeug von Ascari hatte einen Zylinderschaden und der Wagen von Lotario Rangoni Macchiavelli defekte Lager.

## Ergebnisse

### Schlussklassement
| 1               | 2.0 | 70 | ONS                                    | Fritz Huschke von Hanstein Walter Bäumer     | BMW 328 Touring                                  | 8:54:46,600  |
| 2               | 3.0 | 84 | Alfa Corse                             | Giuseppe Farina Paride Mambelli              | Alfa Romeo 6C 2500 SS Spider Touring             | 9:10:16,400  |
| 3               | 2.0 | 74 | Nationalsozialistisches Kraftfahrkorps | Adolf Brudes Ralph Roese                     | BMW 328 Spider                                   | 9:13:27,600  |
| 4               | 3.0 | 79 | Alfa Corse                             | Clemente Biondetti Aldo Stefani              | Alfa Romeo 6C 2500 SS Spider Touring             | 9:13:37,400  |
| 5               | 2.0 | 72 | Nationalsozialistisches Kraftfahrkorps | Willi Briem Uli Richter                      | BMW 328 Spider                                   | 9:16:08,800  |
| 6               | 2.0 | 71 | Nationalsozialistisches Kraftfahrkorps | Hans Wencher Rudolf Scholtz                  | BMW 328 Spider                                   | 9:17:15,800  |
| 7               | 3.0 | 82 | Alfa Corse                             | Carlo Maria Pintacuda Consalvo Sanesi        | Alfa Romeo 6C 2500 SS Spider Touring             | 9:25:47,400  |
| 8               | 3.0 | 76 | Alfa Corse                             | Carlo Felice Trossi Ascanio Lucchi           | Alfa Romeo 6C 2500 SS Berlinetta Touring         | 9:36:55,600  |
| 9               | 1.1 | 46 | Emilio Fioruzzi                        | Emilio Fioruzzi Adelmo Sola                  | Stanguellini SN1100 Hardtop Torricelli           | 11:11:47,200 |
| 10              | 1.1 | 36 | Franco Bertani                         | Franco Bertani Massimo Lasagni               | Stanguellini SN1100 Spider Torricelli            | 11:16:44,200 |
| 11              | 1.1 | 43 |                                        | L. Marangoni G. Moscatelli                   | Fiat 1100 MM                                     | 11:29:07,200 |
| 12              | 750 | 18 | Mario Venturelli                       | Mario Venturelli Ceroni                      | Stanguellini SN750 Testa Siata SpiderTorricelli  | 11:34:52,400 |
| 13              | 1.1 | 40 | Gino Zordan                            | Gino Zordan F. Crivellari                    | Fiat 1100                                        | 11:44:29,000 |
| 14              | 750 | 7  | Oreste Cortesi                         | Oreste Cortesi Giannino Parravicini          | Stanguellini SN750 Testa Siata Spider Torricelli | 11:44:56,000 |
| 15              | 1.1 | 48 | Rocco Lanzini                          | Rocco Lanzini Aldo Bassi                     | Fiat 508 C MM Berlinetta                         | 11:45:30,200 |
| 16              | 1.1 | 42 | Arialdo Ruggeri                        | Arialdo Ruggeri Danzi                        | Fiat Siata 1100 MM Berlinetta Viotti             | 11:53:24,200 |
| 17              | 1.1 | 36 | Giuseppe Rossi                         | Giuseppe Rossi Giuliani                      | Fiat 1100                                        | 11:57:45,000 |
| 18              | 750 | 22 | Leonardo Quadri                        | Leonardo Quadri Mario Sertorio               | Fiat 500                                         | 12:02:29,600 |
| 19              | 1.1 | 31 | Angelo Facchetti                       | Angelo Facchetti D. Capelletto               | Fiat 1100 MM                                     | 12:09:20,800 |
| 20              | 750 | 11 |                                        | A. Franco A. Civetta                         | Fiat 500                                         | 12:22:19,800 |
| 21              | 750 | 2  | Alberto Filippi                        | Alberto Filippi P. Morini                    | Fiat 500                                         | 12:46:07,400 |
| 22              | 750 | 4  | Enzo Bortolon                          | Enzo Bortolon Gino Monaco                    | Fiat 500                                         | 12:47:05,600 |
| 23              | 750 | 14 | Giampiero Bianchetti                   | Giampiero Bianchetti Spotti                  | Fiat 500                                         | 12:56:16,000 |
| 24              | 3.0 | 80 | Aeroplani Caproni S.A.                 | Antonio Chiodi Livio De Zorzi                | Alfa Romeo 6C 2500 SS Spider Touring             | 9:54:49,200  |
| 25              | 1.5 | 56 |                                        | G. D’Ambrosio G. Guerrini                    | Lancia Aprilia Spider                            | 10:27:35,200 |
| 26              | 1.5 | 64 | Giuseppe Ruggero                       | Giuseppe Ruggero Würzburger                  | Stanguellini SN1500                              | 10:32:07,800 |
| 27              | 1.5 | 63 | Dino Bassi                             | Dino Bassi R. Furielli                       | Lancia Aprilia                                   | 10:35:02,000 |
| 28              | 1.1 | 51 | Luciano Clocchiatti                    | Luciano Clocchiatti Aldo Clocchiatti         | Fiat 1100                                        | 10:39:50,800 |
| 29              | 1.1 | 37 | Enrico Adanti                          | Enrico Adanti Baccarini                      | Fiat 1100                                        | 10:52:20,600 |
| 30              | 1.1 | 32 | Vittorio Pierini                       | Vittorio Pierini                             | Fiat 1100 MM Berlinetta                          | 11:03:27,200 |
| 31              | 1.1 | 47 | Aldo Monticello                        | Aldo Monticello A. Zanella                   | Fiat 1100                                        | 11:11:08,000 |
| 32              | 1.1 | 45 |                                        | Pellini Ghelfi                               | Fiat 1100                                        | 11:11:16,600 |
| 33              | 1.1 | 44 |                                        | A. Priario Tansa                             | Fiat Siata 1100 Berlinetta Viotti                | 11:34:36,000 |
| 34              | 1.1 | 29 | Mario Lietti                           | Mario Lietti Tettamanti                      | Fiat 508 C MM Berlinetta Savio                   | 12:05:51,000 |
| 35              | 3.0 | 87 | Filippo Tassara                        | Filippo Tassara Piero Facetti                | Alfa Romeo 6C 2500 SS                            | 8:47:01,000  |
| 36              | 3.0 | 85 | Giovanni Maria Cornaggia Medici        | Giovanni Maria Cornaggia Medici B. Gavazzoni | Alfa Romeo 6C 2500 SS Touring                    | 8:47:01,000  |
| 37              | 1.5 | 57 |                                        | M. Proto Fiore                               | Lancia Aprilia                                   | 9:57:40,000  |
| 38              | 750 | 25 |                                        | F. Meomartini F. Gatti                       | Fiat 500                                         | 12:09:51,800 |
| 39              | 750 | 16 |                                        | „Gracco“ D. Pulidori                         | Fiat Siata 500 Spider                            | 12:06:33,800 |
| 40              | 750 | 23 |                                        | G. Pfau Guglielmo Carraroli                  | Fiat 500                                         | 13:22:55,000 |
| Ausgefallen     |     |    |                                        |                                              |                                                  |              |
| 41              | 750 | 1  |                                        | S. Carnevalli Faccanoni                      | Fiat 500                                         |              |
| 42              | 750 | 6  | Carlo Francesconi                      | Carlo Francesconi F. Maestri                 | Fiat 500                                         |              |
| 43              | 750 | 8  | Rinaldo Bossini                        | Rinaldo Bossini Foschetti                    | Fiat 500                                         |              |
| 44              | 750 | 9  | Rino Ferniani                          | Rino Ferniani F. Lama                        | Fiat Siata 500                                   |              |
| 45              | 750 | 10 | Oscar Pasquini                         | Oscar Pasquini Walter Pasquini               | Fiat 500                                         |              |
| 46              | 750 | 15 |                                        | E. Broglia G. Crivelli                       | Fiat 500                                         |              |
| 47              | 750 | 19 | Anselmo Capra                          | Anselmo Capra Selva                          | Fiat 500                                         |              |
| 48              | 750 | 20 |                                        | C. Fumagalli G. Castiglioni                  | Fiat 500                                         |              |
| 49              | 750 | 24 |                                        | „Porto Flip“ Philippe De Massa               | Fiat 500                                         |              |
| 50              | 1.1 | 27 |                                        | Goriup E. Schoss                             | Fiat 1100                                        |              |
| 51              | 1.1 | 28 |                                        | Bonezzi A. Arancio                           | Fiat 1100 MM                                     |              |
| 52              | 1.1 | 33 | Giuseppe Gilera                        | Giuseppe Gilera Zacchini                     | Fiat 1100 MM Berlinetta Savio                    |              |
| 53              | 1.1 | 34 | Alberto Comirato                       | Alberto Comirato Lia Comirato Dumas          | Fiat-Comirato 1100                               |              |
| 54              | 1.1 | 38 |                                        | „Sette“ „Nani“                               | Fiat 1100 Spider Aerodinamica                    |              |
| 55              | 1.1 | 39 | Enrico Beltracchini                    | Enrico Beltracchini Giovanni Corradi         | Fiat 1100                                        |              |
| 56              | 1.1 | 41 | Giacomo Palmieri                       | Giacomo Palmieri Gino Bronzoni               | Fiat Siata 1100 Berlinetta Viotti                |              |
| 57              | 1.1 | 49 |                                        | A. Donati Massimiani                         | Fiat Siata 1100                                  |              |
| 58              | 1.1 | 50 | Alfonso Catanese                       | Alfonso Catanese A. Bogani                   | Fiat 1100                                        |              |
| 59              | 1.1 | 54 |                                        | G. Arfelli Ilario Bandini                    | Stanguellini SN1100 Spider                       |              |
| 60              | 1.5 | 55 | Pasquale Placido                       | Pasquale Placido Celasco                     | Lancia Aprilia                                   |              |
| 61              | 1.5 | 58 |                                        | „Vai“ „Pinco“                                | Lancia Aprilia                                   |              |
| 62              | 1.5 | 59 | Guido De Martino                       | Guido De Martino Disma Re                    | Lancia Aprilia                                   |              |
| 63              | 1.5 | 60 | Angelo Marelli                         | Angelo Marelli A. Varallo                    | Lancia Aprilia                                   |              |
| 64              | 1.5 | 61 |                                        | F. Bosco Balina                              | Lancia Aprilia                                   |              |
| 65              | 1.5 | 62 |                                        | „Viorbi“ Paolo Villa                         | Lancia Aprilia                                   |              |
| 66              | 1.5 | 65 | Auto Avio Costruzioni                  | Lotario Rangoni Enrico Nardi                 | Auto Avio Construzioni Tipo 815 Spider Touring   |              |
| 67              | 1.5 | 66 | Auto Avio Costruzioni                  | Alberto Ascari Giovanni Minozzi              | Auto Avio Construzioni Tipo 815 Spider Touring   |              |
| 68              | 1.5 | 67 |                                        | Leoncini Giovanni Battista Guidotti          | Lancia Aprilia Berlinetta Aerodynamica           |              |
| 69              | 1.5 | 68 |                                        | „Ariano“ Corrado Forti                       | Lancia Aprilia                                   |              |
| 70              | 1.5 | 69 | Giovanni Bracco                        | Giovanni Bracco Vittorio Casalegno           | Lancia Aprilia                                   |              |
| 71              | 2.0 | 73 | ONS                                    | Giovanni Lurani Franco Cortese               | BMW 328 Coupé                                    |              |
| 72              | 3.0 | 77 | Ecurie Walter Watney                   | Piero Taruffi Luigi Chinetti                 | Delage Type D 6-3 Litres                         |              |
| 73              | 3.0 | 81 | Piero Dusio                            | Piero Dusio Rolando Boninsegni               | Alfa Romeo 6C 2500 SS Spider                     |              |
| 74              | 3.0 | 83 |                                        | G. Canestrini Guido Cattaneo                 | Alfa Romeo 6C 2500 SS                            |              |
| 75              | 3.0 | 86 | Ecurie Walter Watney                   | Gianfranco Comotti Archimede Rosa            | Delage Type D 6-3 Litres                         |              |
| Nicht gestartet |     |    |                                        |                                              |                                                  |              |
| 76              | 750 | 3  |                                        | Cioci Pietro Ghersi                          | Fiat 500                                         | 1            |
| 77              | 750 | 5  |                                        | M. Grassi                                    | Fiat 500                                         | 2            |
| 78              | 750 | 21 | Renato Donati                          | Renato Donati Alberto Garzi                  | Fiat 500 Spider                                  | 3            |
| 79              | 1.1 | 30 | Enzo Crotti                            | Enzo Crotti Montorsi                         | Stanguellini SN1100 Spider Touring               | 4            |
| 80              | 1.1 | 52 | Angelo Della Cella                     | Angelo Della Cella Maria Antonietta Avanzo   | Fiat 1100                                        | 5            |
| 81              | 3.0 | 75 |                                        | Luigi Villoresi                              | Lancia Astura Spider                             | 6            |
| 82              | 3.0 | 78 |                                        | Ercole Boratto                               | Alfa Romeo 6C 2500 SS Berlinetta Touring         | 7            |
| 83              | 3.0 | 88 |                                        | Emilio Romano                                | Alfa Romeo 6C 2500 SS                            | 8            |

1 nicht gestartet
2 nicht gestartet
3 nicht gestartet
4 nicht gestartet
5 nicht gestartet
6 nicht gestartet
7 nicht gestartet
8 nicht gestartet

### Nur in der Meldeliste
Hier finden sich Teams, Fahrer und Fahrzeuge, die für das Rennen gemeldet waren, aber aus den unterschiedlichsten Gründen nicht daran teilnahmen.
| Pos. | Klasse | Nr. | Team | Fahrer             | Chassis   |
| ---- | ------ | --- | ---- | ------------------ | --------- |
| 84   | 3.0    |     |      |                    | Fiat 2800 |
| 85   | 750    | 12  |      | „Trentanove“ Manni | Fiat 500  |
| 86   | 750    | 13  |      |                    | Fiat 500  |
| 87   | 750    | 17  |      |                    | Fiat 500  |
| 88   | 750    | 26  |      | Harry Herkuleyns   | MG        |
| 89   | 1.1    | 53  |      | Fioravante Zanussi | Fiat 1100 |

### Klassensieger
| Klasse | Fahrer                     | Fahrer          | Fahrzeug                                        | Platzierung im Gesamtklassement |
| ------ | -------------------------- | --------------- | ----------------------------------------------- | ------------------------------- |
| 3.0    | Giuseppe Farina            | Paride Mambelli | Alfa Romeo 6C 2500 SS Spider Touring            | Rang 2                          |
| 2.0    | Fritz Huschke von Hanstein | Walter Bäumer   | BMW 328 Berlinetta Touring                      | Gesamtsieg                      |
| 1.5    | G. D’Ambrosio              | G. Guerrini     | Lancia Aprilia Spider                           | Rang 25                         |
| 1.1    | Emilio Fioruzzi            | Adelmo Sola     | Stanguellini SN1100 Hardtop Torricelli          | Rang 9                          |
| 750    | Mario Venturelli           | Ceroni          | Stanguellini SN750 Testa Siata SpiderTorricelli | Rang 12                         |

### Renndaten
- Gemeldet: 89
- Gestartet: 75
- Gewertet: 40
- Rennklassen: 5
- Zuschauer: unbekannt
- Wetter am Renntag: unbekannt
- Streckenlänge: 165,762 km
- Fahrzeit des Siegerteams: 8:54:46,600 Stunden
- Gesamtrunden des Siegerteams: 9
- Gesamtdistanz des Siegerteams: 1491,858 km
- Siegerschnitt: 166,690 km/h
- Pole Position: keine
- Schnellste Rennrunde: Fritz Huschke von Hanstein – BMW 328 Berlinetta Touring (#70) – 56:51,450 = 174,101 km/h
- Rennserie: zählte zu keiner Rennserie